# 孤家子镇
孤家子镇，是中华人民共和国吉林省四平市梨树县下辖的一个乡镇级行政单位。

## 行政区划
孤家子镇下辖以下地区：
沈洋社区、兴隆社区、电塔社区、文明社区、韩道社区、孤家子村、大林子村、两家子村、马家窑村、马家街村、团山子村、七里介村、红旗村和于家街村。